# Fachwerkwohnhaus (Prieros)

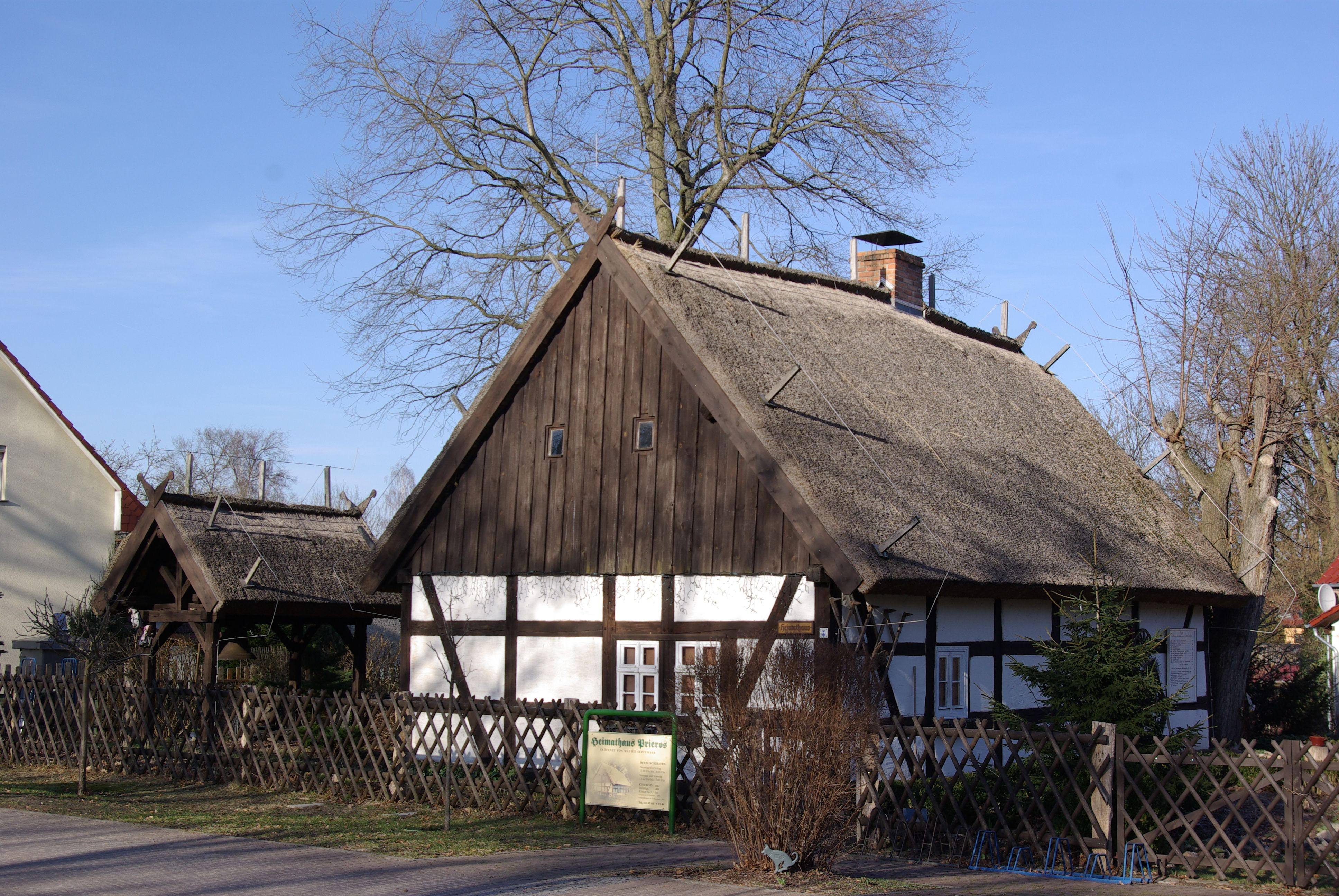
Heimatmuseum in Prieros

Das Fachwerkwohnhaus (offizielle Bezeichnung in der Landesdenkmalliste: Fachwerkwohnhaus (heute Heimathaus mit Heimatmuseum)) ist ein denkmalgeschütztes Gebäude in Prieros, einem Ortsteil der Gemeinde Heidesee im Landkreis Dahme-Spreewald im Land Brandenburg. Es wird im 21. Jahrhundert als Heimatmuseum genutzt.

## Lage
Die Straße An der Dahmebrücke führt von Nordosten kommend auf den historischen Dorfanger des Rundplatzdorfes zu. Diesen umspannt sie als Prieroser Dorfaue. Das Bauwerk steht im östlichen Teil des Zentrums auf einem Grundstück, das mit einem Jägerzaun eingefriedet ist.

## Geschichte
Das genaue Baudatum des Gebäudes ist nicht bekannt. Das Brandenburgische Landesamt für Denkmalpflege und Archäologische Landesmuseum (BLDAM) gibt an, dass das Gebäude in der Mitte des 18. Jahrhunderts errichtet worden ist. Die Gemeinde Heidesee ergänzt, dass das Haus im Jahr 1742 von einer Familie Fischer bewohnt wurde.
Anfang der 1950er Jahre war es baufällig geworden und sollte abgetragen werden. Der Initiative des Berliner Bankbeamten Arnold Breithor (1883–1955), der in den 1920er Jahren im Ort als Chronist tätig war, ist es zu verdanken, dass die Planung nicht realisiert wurde. Gemeinsam mit dem Dorflehrer Heinz Schulz, dem Bodendenkmalpfleger Karl Hohmann sowie weiteren Gemeindevertretern um Rudolf Noack setzte er sich für den Erhalt des Hauses ein. Anfang der 1950er Jahre wurde das Gebäude unter Denkmalschutz gestellt. Die Eröffnung fand am 14. August 1955 statt. Seit dieser Zeit wird das Gebäude als Heimathaus genutzt. Dort wurden zahlreiche Ausgrabungsgegenstände gezeigt, die Breithor bei seiner Arbeit im Ort sichern konnte. Die Gemeinde benannte eine angrenzende Straße nach ihrem Chronisten. 1988 und 1989 rekonstruierte ein Prieroser Baubetrieb das Gebäude; 2000 wurde das Dach neu eingedeckt. Nördlich des Gebäudes steht eine Schul- und Feuerglocke, die in Gussow zum Einsatz kam; südlich ein Keramikfreibrandofen. Dieser wurde von örtlichen Handwerkern errichtet, die von einer ABM-Initiative unterstützt wurden.

## Baubeschreibung und Nutzung
Das Gebäude wurde – wie die übrigen Häuser im Dorf – so ausgerichtet, dass der Giebel in Richtung Dorfanger zeigt. Dort stand zu einer früheren Zeit eine einfache Dorfkirche sowie ein Krug. Das Bauwerk wurde im Wesentlichen aus Fachwerk hergestellt, dessen Gefach mit Lehm ausgefüllt wurde. Es entstand ein eingeschossiger Bau mit drei Riegeln und zwei quer gegliederten Stuben. Der Zugang erfolgt von Süden.
Das Gebäude wird von der Gemeinde Heidesee als Heimatmuseum sowie von der Diakonie genutzt. Gezeigt werden Objekte der Alltagskultur, des Müllerhandwerks, der Fischerei, der Schmiede, der Ziegelherstellung, der Schiffer sowie der Flachsherstellung. Ein besonderes Ausstellungsstück ist eine Truhe aus dem 16./17. Jahrhundert, die in den 1950er Jahren im Teupitzer See gefunden wurde.